# Nick Pasveer
Nick Alexander Pasveer (* 11. Oktober 1995 in Sneek) ist ein niederländisch-deutscher Schauspieler und Regisseur.

## Leben
Nick Alexander Pasveer wurde in Sneek (Friesland) geboren, wuchs dann später in Herford auf. Nach seinem Abitur am Friedrichs-Gymnasium studierte er von 2015 bis 2019 Schauspiel am Max-Reinhardt-Seminar in Wien, wo er von Nicholas Ofczarek und Regina Fritsch unterrichtet wurde. Während seines Studiums bekam er sein erstes Engagement am Wiener Burgtheater. Er besuchte die École internationale de théâtre Jacques Lecoq in Paris und Filmregie an der Filmakademie Wien.

## Filmografie
- 2016: Fucking Drama
- 2016: Jimmie
- 2020: Soko Köln – Im Rausch der Begierde (Fernsehserie, 1 Folge)
- 2021: Atlanta
- 2023: Ein Funken Hoffnung – Anne Franks Helferin (A Small Light)
- 2023: Wer wir einmal sein wollten
- 2024: Chantal im Märchenland

Regie:
- 2023: Happy Birthday, Kurzspielfilm

### Theater
- 2017: Radetzkymarsch – Regie: Johan Simons (Burgtheater)